# Andy Townsend
Andrew David „Andy“ Townsend (* 23. Juli 1963 in Maidstone, Grafschaft Kent, England) ist ein ehemaliger irischer Fußballspieler.

## Leben und Karriere
Townsend (ein gebürtiger Engländer) begann seine Karriere bei Welling United. Nach 105 Einsätzen für die Wings wechselte er 1984 für 13.500 £ zum FC Weymouth. Nach einem Jahr in Weymouth ging es weiter zum ersten großen Klub FC Southampton. Die Ablösesumme betrug 35.000 £. Sein Debüt im Dress der Saints gab er am 20. April 1985 gegen Aston Villa einem seiner späteren Klubs. Nach der ersten Saison brach er sich bei einem Aufbauspiel gegen seinen alten Klub FC Weymouth den Fuß. 1988 ein Jahr nach seinem Comeback aufgrund des Fußbruches wechselte der Ire zu Norwich City. Sein Debüt für die Kanarienvögel gab er am 3. September 1988 gegen Tottenham Hotspur. In seiner Zeit bei Norwich City wurde er auch das erste Mal ins irische Team einberufen. 1990 ging er weg aus Norwich und wechselte zum FC Chelsea für die Ablösesumme von 1,2 Mio. £.
Drei Jahre später erhöhte sich sein Marktwert abermals, als er für die Summe von umgerechnet circa 2,1 Mio. £ zu Aston Villa wechselte. Mit den Villans holte er zweimal – 1994 und 1996 – den englischen League-Cup. Nach Aston Villa spielte Townsend noch beim FC Middlesbrough (zusammen mit Paul Gascoigne) und bei West Bromwich Albion, ehe er 2000 seine Karriere wegen einer Verletzung beenden musste. Heute ist Townsend Fußballanalytiker bei ITV. International spielte er 70 Mal für die irische Fußballnationalmannschaft und erzielte sieben Tore. Er nahm an der Fußball-Weltmeisterschaft 1990 in Italien teil und erreichte mit den Iren das Viertelfinale, in dem er mit seinem Team gegen Gastgeber Italien ausschied. Außerdem nahm er 1994 ebenfalls bei der WM in den USA teil. Diesmal schieden die Inselkicker im Achtelfinale gegen Niederlande aus.

### Erfolge
- Teilnahme an der Fußball-WM 1994 in den USA
- Teilnahme an der Fußball-WM 1990 in Italien
- 2 × englischer League-Cup-Sieger mit Aston Villa (1994, 1996)

### Sonstiges
Derzeit übernimmt Townsend zusammen mit Martin Tyler, Alan Smith, Alan McInally und Clive Tyldesley jährlich die Rolle als einer der britischen Kommentatoren in der Videospiel-Reihe FIFA.